# 테오필 그로스게바워

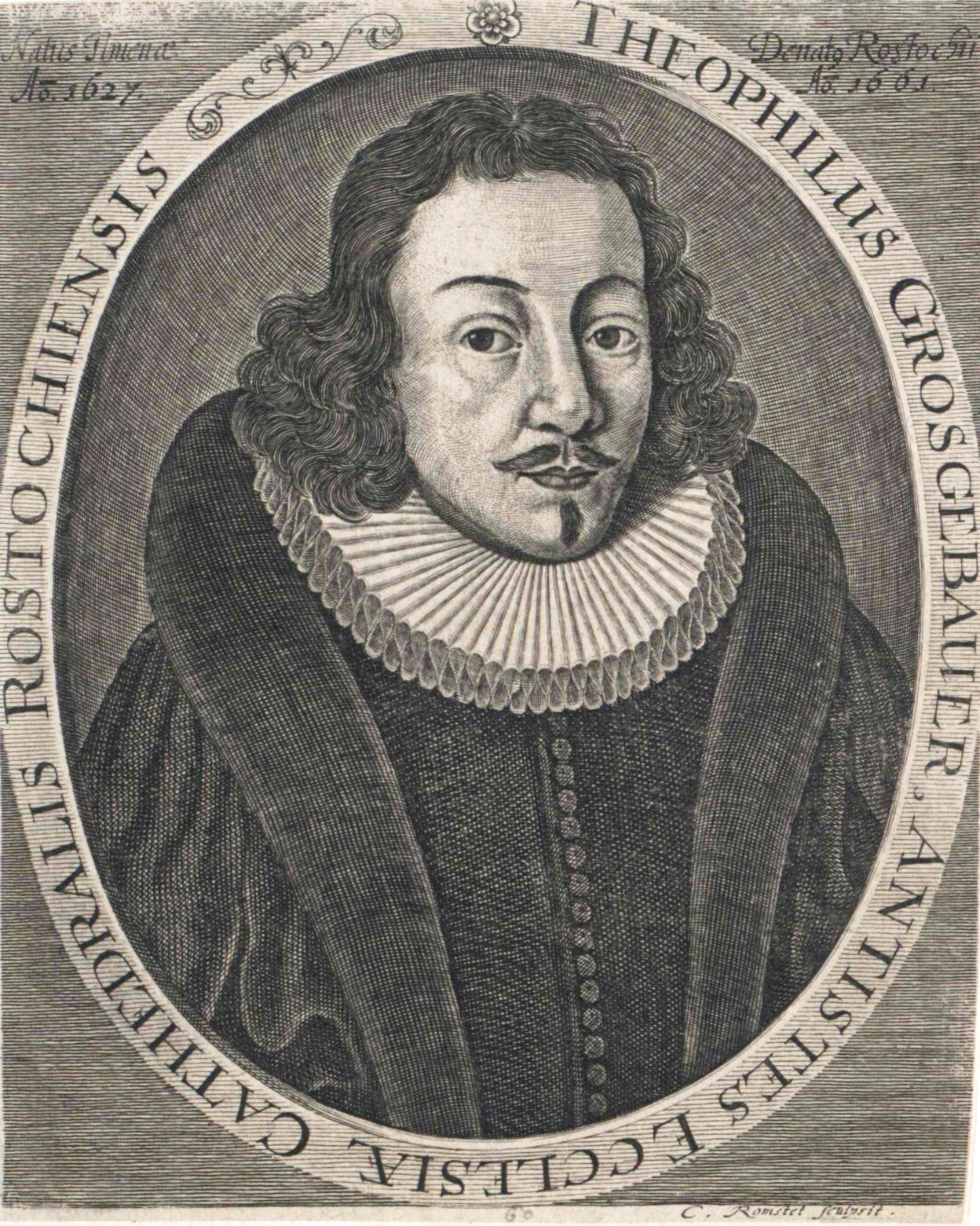

테오필 그로쓰게바우어 (Theophil Großgebauer, 1627년 11월 24일 - 1661년 7월 8일)는 일메나우에서 태어나서 로스토크에서 사망한 로스토크 대학교에서 활동했던 독일 루터교 신학자이다.